# Шишкин, Яков Васильевич (государев дьяк)
Я́ков Васи́льевич Ши́шкин (до 1500—1584) — русский государственный деятель, великокняжеский дьяк, организатор и администратор.

## Биография
Первое упоминание о нём имеется в исторической работе «Рязанский архиепископский двор середины XVI века», где Яков Васильев сын Шишкин служит у рязанского архиепископа и выступает послухом в записке обязательстве Семёна Злобина Вырыпаева (1514—1515) Авторы работы относят Шишкина, как выходца из рязанской земли, предки которого служили рязанским князьям. В Никоновской летописи имеется упоминание (1531), с просьбой к Елене Васильевне Глинской, правившей по малолетству Ивана IV Васильевича Грозного: «О присылке государя великого и князя новгородского к архиепископу грамоты и дьяков своих Якова Шишкина и Офонасия Фуникова и Митю Великого о размерении улиц в Великом Новгороде. И повелеть им на Софийской стороне улицы Великую разметить от Володимирских ворот прямо в конец и все улицы по всему граду». Речь идёт перепланировке города после майского пожара на Софийской стороне. Получив разрешение от великого князя «всеа Руси» Ивана IV Васильевича Грозного и по благословлению архиепископа они повелели «город ставити на Торговой стороне». Была проведена перепланировка города, по всему городу расставлены решётки и посты огневщиков (пожарных). Затем у решёток появились сторожа, следившие за порядком в городе. Построен большой мост через реку Волхов (1532), на сооружение которого выделено «из великого князя 200 рублев московских». Возведение мостов в Новгороде отмечено летописями (1536 и 1537). В 1532 году ставил церковь деревянную Успения святой Богородицы в Великом Новгороде. На случай обороны от мятежника князя Андрея Старицкого, за пять дней был выстроен деревянный острог на Торговой стороне, силами одних только горожан, без привлечения жителей волости. Стены получились не высокие, всего «человек стоящий в высоту». Но этого хватило, чтобы Андрей Старицкий повернул коней и решил бежать в Литву (1537). Руководил всеми работами диак Иаков — Яков Васильев сын Шишкин, великокняжеский дьяк в Новгороде. С июля 1531 по декабрь 1539 год вёл в Новгороде энергичную деятельность. Результатом деятельности явились «Отписные книги», в которых были зафиксированы владельцы земель (и духовные учреждения и светские лица), документы, подтверждающие права владения, средний укос и сумма оброчных денег, необходимых для выплат. Таким образом, обеспечивался доход в казну с имущества находившихся ранее в частном или корпоративном владении, а теперь записанных в оброк на великого князя. Новгородский летописец, повествуя о данном событии, отметил: «се учинилось по оклеветанию некого лукава и безумна человека», не уточняя по его имени. По мнению историков Клебанова А. И. и Корецкого В. И., главным организатором этих противоправных, с точки зрения новгородского летописца, являлся Яков Шишкин, обладающий большим влиянием в «московском правительстве». Кроме того, в ведении этого дьяка находилось и местное судопроизводство, недостатки которого гневно обличает Зиновий Отенский в своём послании: «Послание игумена Хутынского монастыря Феодосия старцу Алексею о дьяке Якове Шишкине» (1534—1536). В частности Зиновий Отенский жалуется на судебную волокиту со стороны подчинённых Якова Шишкина лиц. Помимо этого, по мнению Зиновия, Шишкин, отвергая суд, основанный на крестном целовании, тем самым отвергает правый суд, то есть затрагивает права церкви, как обладателя судебно-феодальных иммунитетов. Такое применение законов Яковом Шишкиным, возможно, каким-то образом ущемило права представителей новгородского духовенства, что и вызвало недовольство Зиновия Отенского. Выданные Яковым Шишкиным, совместно с другим новгородским дьяком, Фуниковым Курцевым, грамоты (1536/37, 1538/39, 1539/40) упоминаются в платёжной книге погостов Воткинской пятины. В послание Зиновия Отенского, дьяку Шишкину Якову Васильевичу, Шишкин назван: дьяком Великого князя. Упоминается в Дворовой тетради 50-х годов XVI века: Шишкин Яков Васильевич сын боярский (1553). В источниках упоминают, что последний раз дьяк великого князя Яков Шишкин упомянут (1553), но удалось найти исторический источник (1584), где в синодике Макариева Унженского Троицкого монастыря упомянут: Июня в 27 день преставился Яков Шишкин на память преподобнаго отца нашего Самсона странноприимца, и по нем память и на братью корм.

## Отображение в искусстве
Сохранилось изображение Якова Васильевича Шишкина (1532) в миниатюрах Царственной книги (Лицевой летописный свод XVI века). На миниатюры обратил внимание историк С. О. Шмидт. При всём их символизме, они заслуживают рассмотрения. Изображены два дьяка — Яков Шишкин и Афанасий Фуников и судя по тому, что имя Якова Шишкина упомянуто в лицевом своде впереди А. Фуникова, то можно предположить, что дьяк одетый в красный плащ-корзно и бородатый и есть Яков Шишкин. Дьяки: один бородат, а другой нет, что говорит о его молодости, в русских шапках и в одежде заметно отличающейся от боярской. Сама миниатюра разделена на четыре части. В первой части: великий князь лично напутствует своих дьяков, что подчёркивает их статус. Во второй части: дьяки въезжают через ворота в городской башне верхом на лошадях с дорогими сёдлами и один из них облачён в красный корзно (мантия князей и великокняжеской знати) с опушкой из драгоценного меха. В третьей части: бородатый дьяк в красном корзно передают архиепископу Макарию и светским властям города царскую грамоту. В четвёртой части: изображены дьяки, один из которых безбородый, с топором в руках, ставит церковь, а второй бородатый изображён за церковью.
Внизу миниатюры надпись красными чернилами: О постановлении и об освящении церкви Успения святой Богородицы в Великом Новгороде (далее чёрными чернилами): В том же году прислал великий князь всея Руси Василий Иванович в Великий Новгород к своему богомольцу, к архиепископу Макарию, и дьякам своим Якову Шишкину и Афанасию Фуникову и повелел им поставить церковь деревянную.